# 紫紅背繡雀鯛
紫紅背繡雀鯛（学名：Pictichromis diadema），又名紫背准雀鯛、准雀鯛、紅獅公、紅貓仔、紫背草莓，为辐鰭魚綱鱸形目准雀鯛科擬雀鯛屬下的一个种，為熱帶海水魚，分布於中西太平洋菲律賓、馬來半島及婆羅洲北部海域，深度5-30公尺，本魚體長而側扁，體色為金黃色，吻部至背部為桃紅色，背鰭硬棘3枚、背鰭軟條21-22枚、臀鰭硬棘3枚、臀鰭軟條11-12枚，體長可達6.2公分，棲息在有遮蔽的珊瑚礁區，成小群活動，可做為觀賞魚。

## 扩展阅读
- 維基物種上的相關：紫紅背繡雀鯛